# Эйхенгрин, Барри
Барри Джулиан Эйхенгрин (родился в 1952 г.) — американский экономист, профессор экономики и политологии в Калифорнийском университете в Беркли. В настоящее время Эйхенгрин работает научным сотрудником в Национальном бюро экономических исследований и научным сотрудником Центра исследований экономической политики.

## Биография
Мать Эйхенгрина — Люсиль Эйхенгрин, мемуаристка, пережившая Холокост.
Барри Эйхенгрин получил степень бакалавра в Калифорнийском университете в Санта-Круз в 1974 году. Имеет степень магистра по экономике и степень магистра по истории. Доктор философии по экономике (1979, Йельский университет).
В 1980—1986 преподавал в Гарварде. С 1986 года преподает в Калифорнийском университете в Беркли.
Был старшим советником по вопросам политики Международного валютного фонда в 1997 и 1998 годах, хотя с тех пор критиковал МВФ. В 1997 году работал научным сотрудником Американской академии искусств и наук.
Эйхенгрин опубликовал множество работ по истории и текущему функционированию международной валютно-финансовой системы.

## Сочинения
- Непомерная привилегия: Взлет и падение доллара = Exorbitant Privilege. — М.: Изд. Института Гайдара, 2013. — 320 с. ISBN 978-5-93255-366-4
- Зеркальная галерея. Великая депрессия, Великая рецессия, усвоенные и неусвоенные уроки истории = Hall of Mirrors: The Great Depression, The Great Recession, and the Uses-and Misuses-of History. / пер. с англ. Е. Еловской; под науч. ред. С. Дробышевского и Т. Дробышевской. — М.: Изд-во Института Гайдара, 2016. — 696 с. ISBN 978-5-93255-440-1
- Глобальные дисбалансы и уроки Бреттон-Вудса = Global Imbalances and the Lessons of Bretton Woods. / пер. с англ. Е. Еловской; под науч. ред. Т. Дробышевской. — М.: Изд-во Института Гайдара, 2017. — 200 с. ISBN 978-5-93255-506-4